# Torre de la Doncella (Estambul)

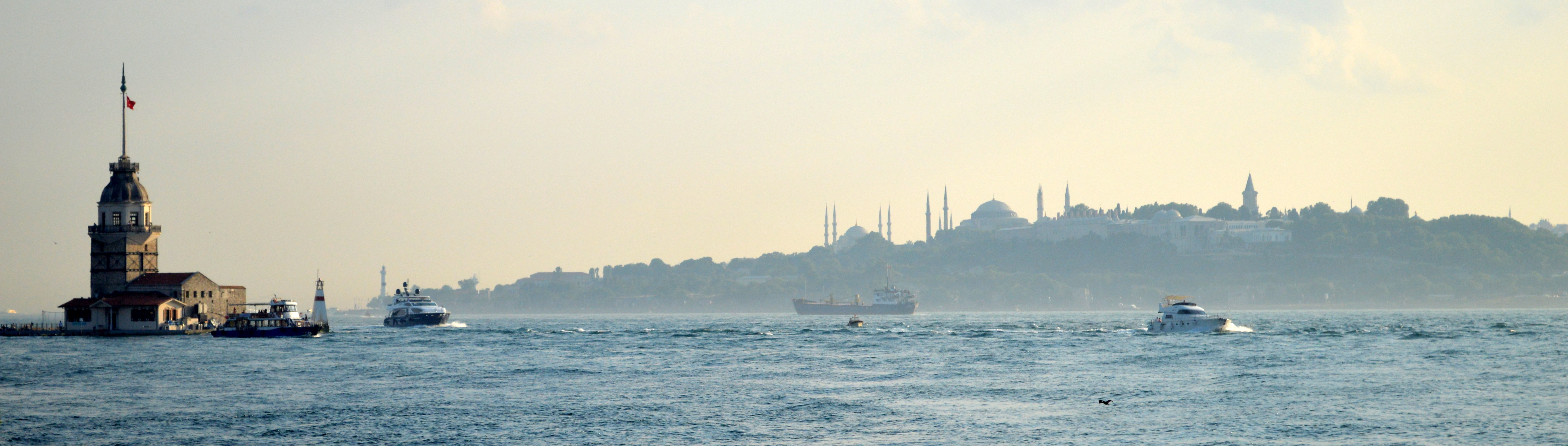
La Torre de la Doncella y el Sarayburnu.

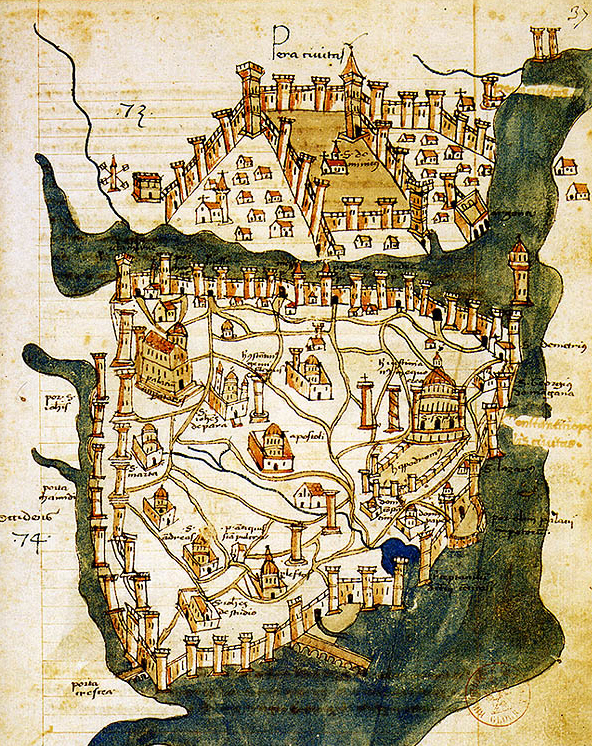
Mapa de Constantinopla (1422) del cartógrafo florentino Cristoforo Buondelmonti, que muestra Pera al norte del Cuerno de Oro, Constantinopla al sur y la Torre de la Doncella a la derecha, en mitad del mar, cerca de la costa de Üsküdar, en el lado asiático del Bósforo.

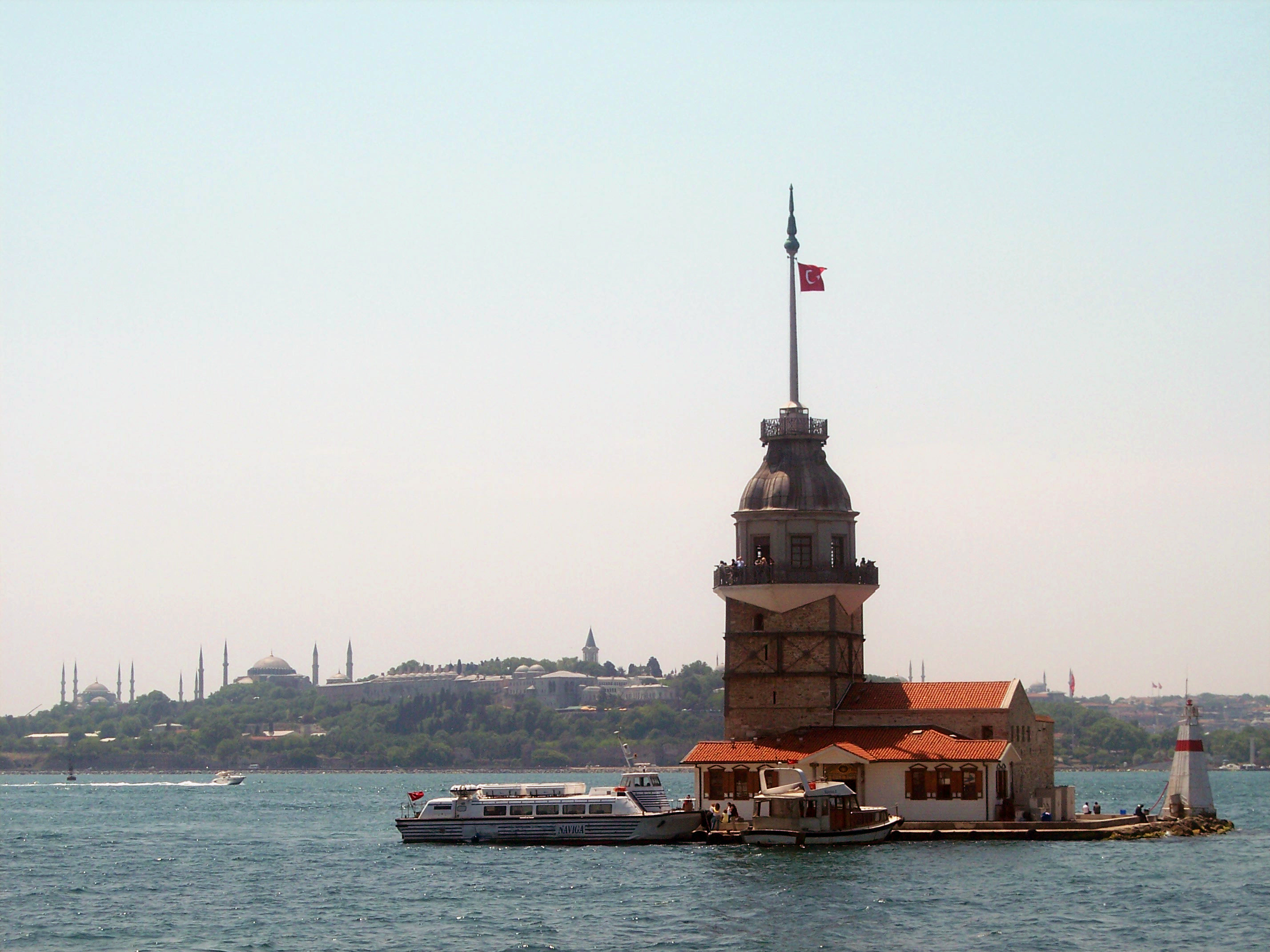
La Torre de la Doncella en la entrada sur al Bósforo, con Sarayburnu al fondo.

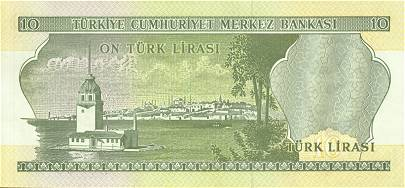
la Torre de la Doncella en el reverso del billete de diez liras (1966–1981).

La Torre de la Doncella (en turco: Kız Kulesi), también conocida como Torre de Leandro desde la época bizantina, es una torre situada en un pequeño islote en la entrada sur del Estrecho del Bósforo, a 200 m de la costa de Üsküdar, en Estambul, Turquía.

## Historia
Tras la victoria naval de Cícico, se cree que el general ateniense Alcibíades construyó una estación aduanera para los barcos que vinieran del Mar Negro en una pequeña roca frente a Chrysopolis (actual Üsküdar). En 1110 el Emperador bizantino Alejo I Comneno construyó una torre de madera protegida por una muralla de piedra. Desde la torre se extendía una cadena de hierro hacia otra torre construida en la costa europea, en el barrio de Mangana de Constantinopla. El islote estaba conectado a la costa asiática mediante una muralla defensiva, cuyos restos subterráneos son todavía visibles. Durante la conquista otomana de Constantinopla de 1453, la torre albergó una guarnición bizantina comandada por el veneciano Gabriele Trevisano. Posteriormente, la torre fue usada como atalaya por los otomanos durante el reinado del Sultán Mehmed II.
La torre, a veces llamada erróneamente Torre de Leandro en referencia a la leyenda de Hero y Leandro (que se desarrolla en el estrecho de los Dardanelos, también conocido como Helesponto en la antigüedad), fue destruida en el terremoto de 1509, y se incendió en 1721. Desde entonces se ha usado como faro, y las murallas que la rodean fueron reparadas en 1731 y 1734, hasta que en 1763 se reconstruyeron en piedra. Desde 1829 la torre fue usada como una estación de cuarentena, y en 1832 fue restaurada por el Sultán Mahmut II. Restaurada de nuevo por la autoridad portuaria en 1945, la restauración más reciente empezó en 1998 para la película de James Bond El mundo nunca es suficiente, y tras el terremoto del 17 de agosto de 1999 se añadieron soportes de acero alrededor de la torre por precaución.
El interior de la torre se ha transformado en una popular cafetería y restaurante, con excelentes vistas de la antigua capital romana, bizantina y otomana. Varias veces al día barcos privados hacen viajes hacia la torre.

## Leyenda
Hay muchas leyendas sobre la construcción de la torre y su localización. Según la leyenda turca más popular, un emperador tenía una hija muy querida y un día, un oráculo profetizó que sería asesinada por una serpiente venenosa en su 18º cumpleaños. El emperador, en un esfuerzo por impedir la temprana muerte de su hija colocándola lejos de la tierra para mantenerla alejada de las serpientes, construyó esta torre en medio del Bósforo para proteger a su hija hasta su 18º cumpleaños. La princesa se instaló en la torre, donde era visitada frecuentemente solo por su padre.
En el 18º cumpleaños de la princesa, el emperador le llevó una cesta de frutas exóticas como regalo, contento de que había sido capaz de evitar la profecía. Sin embargo, al coger la cesta, un áspid que se escondía entre la fruta mordió a la joven princesa y esta murió en los brazos de su padre, justo como había predicho el oráculo. De ahí el nombre Torre de la Doncella.
El antiguo nombre Torre de Leandro procede de otra historia sobre una doncella, el antiguo mito griego de Hero y Leandro. Hero era una sacerdotisa de Afrodita que vivía en una torre en Sestos, en la orilla del Helesponto (Dardanelos). Leandro (Leandros), un joven de Abido, situado al otro lado del estrecho, se enamoró de ella y cruzaba cada noche el Helesponto para estar con ella. Hero encendía una lámpara cada noche en la cima de la torre para guiarle.
Sucumbiendo a las dulces palabras de Leandro y a su argumento de que Afrodita, como diosa del amor, despreciaría el culto de una virgen, Hero permitió que le hiciera el amor. Esta rutina se prolongó durante todo el verano, pero una tormentosa noche de invierno las olas sacudieron a Leandro en el mar y el viento apagó la luz de Hero, de manera que Leandro se perdió y se ahogó. Hero se tiró de la torre de dolor y también murió. El nombre Torre de la Doncella también podría tener su origen en esta antigua historia.
Debido a la cercanía y similitudes entre los Dardanelos y el Bósforo, la historia de Leandro se atribuyó erróneamente a la torre.

## La torre en la actualidad
En la actualidad hay un restaurante en la primera planta y una cafetería en la cima de la torre.
La torre apareció en el reverso de los billetes de 10 liras turcas de 1966–1981.

## La torre en la cultura popular
- La torre apareció en la película de James Bond The World Is Not Enough. También era visible en el fondo en la película de 1963 de James Bond Desde Rusia con amor.
- Apareció en la película Hitman.
- La torre aparecía en el reality show americano The Amazing Race 7.
- La torre aparecía con frecuencia en el programa turco Kurtlar Vadisi.
- La torre aparecía en el juego Assassin's Creed: Revelations, donde contiene una llave Masyaf que el jugador debe recoger para completar el juego.
- la torre ha aparecido con frecuencia en el programa "Aşk Yeniden"
- la torre aparece en la telenovela turca Kırgın Çiçekler (locaciones)
- La torre aparece con frecuencia en la telenovela turca de gran éxito "Kara Sevda".
- La torre aparece en la serie turca "Her yerde sen"
- La torre aparece en la primera serie turca original de Netflix "The Protector" protagonizada por Çağatay Ulusoy